# Ingrid Aranda
Ingrid Lizbeth Aranda Javes (Perú, 21 de diciembre de 1992) es un karateka peruana. En 2019, ganó una de las medallas de bronce en el evento de kata individual femenino en los Juegos Panamericanos 2019 celebrados en Lima, Perú.
En 2018, ganó la medalla de oro en el evento de kata individual femenino en los Juegos Sudamericanos 2018 celebrados en Cochabamba, Bolivia. En el mismo año, también compitió en el evento de kata individual femenino en el Campeonato Mundial de Karate 2018 celebrado en Madrid, España.